# Justin (évêque de Poitiers)
Pour les articles homonymes, voir Justin.
Justin est l'un des premiers évêques de Poitiers vers le IVe siècle. Il est traditionnellement reconnu comme saint par l'Église catholique même si son culte s'est largement perdu.

## Biographie
On ne sait à peu près rien de sa vie, si ce n'est qu'il a exercé la charge épiscopale à Poitiers quelque temps après le tout aussi mystérieux saint Agon et quelque peu avant le bien plus célèbre saint Hilaire. La liste des premiers évêques de Poitiers est très incertaine, car la plupart n'ont laissé aucune trace et les listes fournies ne sont pas cohérentes entre elles ; celle du site du diocèse fait de lui son cinquième évêque. Il est parfois présenté comme ayant vécu au IIIe siècle mais est plus probablement postérieur à la persécution de Dioclétien, et il ne meurt pas martyr.

## Culte
Il était autrefois fêté spécifiquement le 26 août, puis simplement honoré conjointement aux autres saints évêques de Poitiers le 20 janvier, et mentionné dans les litanies des saints du Poitou. Aujourd'hui il n'est plus explicitement listé parmi les évêques fêtés le 20 janvier dans le calendrier du diocèse, sans doute à cause du flou qui entoure sa vie et du peu d'attention et de vénération dont il est l'objet.